# Воздушный коридор
Возду́шный коридо́р — полоса в воздушном пространстве, ограниченная по ширине (иногда и по высоте); предназначена для полёта каких-либо воздушных средств.

## Описание
Коридоры устанавливают в таких районах, где введён особый режим полётов, например, для того, чтобы пересечь границу, обеспечить безопасность полётов в зонах с аэродромами, аэроузлов, имеющих высокую интенсивность полётов и так далее. Также воздушные коридоры могут быть с односторонним или двусторонним движениями; коридоры есть входные, выходные и обходные. Ещё коридоры оборудуются радиотехникой и прочими всевозможными средствами навигации, контроля за воздушным движением и управления им. Ширина коридоров зависит от условий на той или иной местности, высоты полёта, а также типа летательных аппаратов; обычно ширина коридоров составляет от 5 до 20 км в обе стороны от оси коридора.
На заре авиации полёты были визуальными, лётчики ориентировались по наземным объектам — рекам, дорогам, береговой линии. Затем появились радиомаяки, и самолёты стали летать между этими маяками. Появление спутниковой навигации позволило определять местоположение самолёта независимо от наличия наземных радиосредств. В настоящее время большинство точек маршрутов задаются произвольными координатами в пространстве.
Для обхода загруженной части воздушного пространства вблизи аэропортов применяется эшелонирование самолётов. Они кружат рядом с аэропортом и постепенно снижаются до тех пор, пока не придет их очередь садиться.